# Orthodontiales
Orthodontiales é uma ordem de musgos da classe Bryopsida. A ordem é um táxon monotípico que tem Orthodontiaceae como única família.

## Descrição
Orthodontiales é uma ordem monotípica que inclui musgos acrocárpicos (com excepção do género Hymenodon) com caulídios dotados de cordão central bem desenvolvido.
São musgos geralmente dioicos, raramente heteroicos, com seda e cápsula erectas, raramente com a cápsula sub-horizontal, com opérculo bem desenvolvido. Os esporos são mais ou menos papilosos.
A espécies incluídas neste grupo apresentam propagação vegetativa, com formação de propágulos axilares ou gemas rizoidais.
A família inclui os seguintes géneros:
- Hymenodon
- Leptotheca
- Orthodontium
- Orthodontopsis